# Окунь звичайний
Окунь звичайний (Perca fluviatilis) — вид прісноводних риб родини окуневих (Percidae).

## Розповсюдження
Зустрічається в Європі (окрім Іспанії, Португалії та північної Скандинавії), в північній Азії до басейну Колими включно, але його немає в озерах Балхаш, Іссик-Куль та басейні Амуру за винятком озера Кеноно поблизу Чити, куди він був заселений на початку XIX сторіччя. У другій половині XIX сторіччя звичайного окуня з Великої Британії перевезли до водойм Австралії, Тасманії та Нової Зеландії, де він добре прижився. Інтродукція до водойм Південної Африки виявилась безуспішною, хоча в перші роки після заселення і спостерігався спалах чисельності.

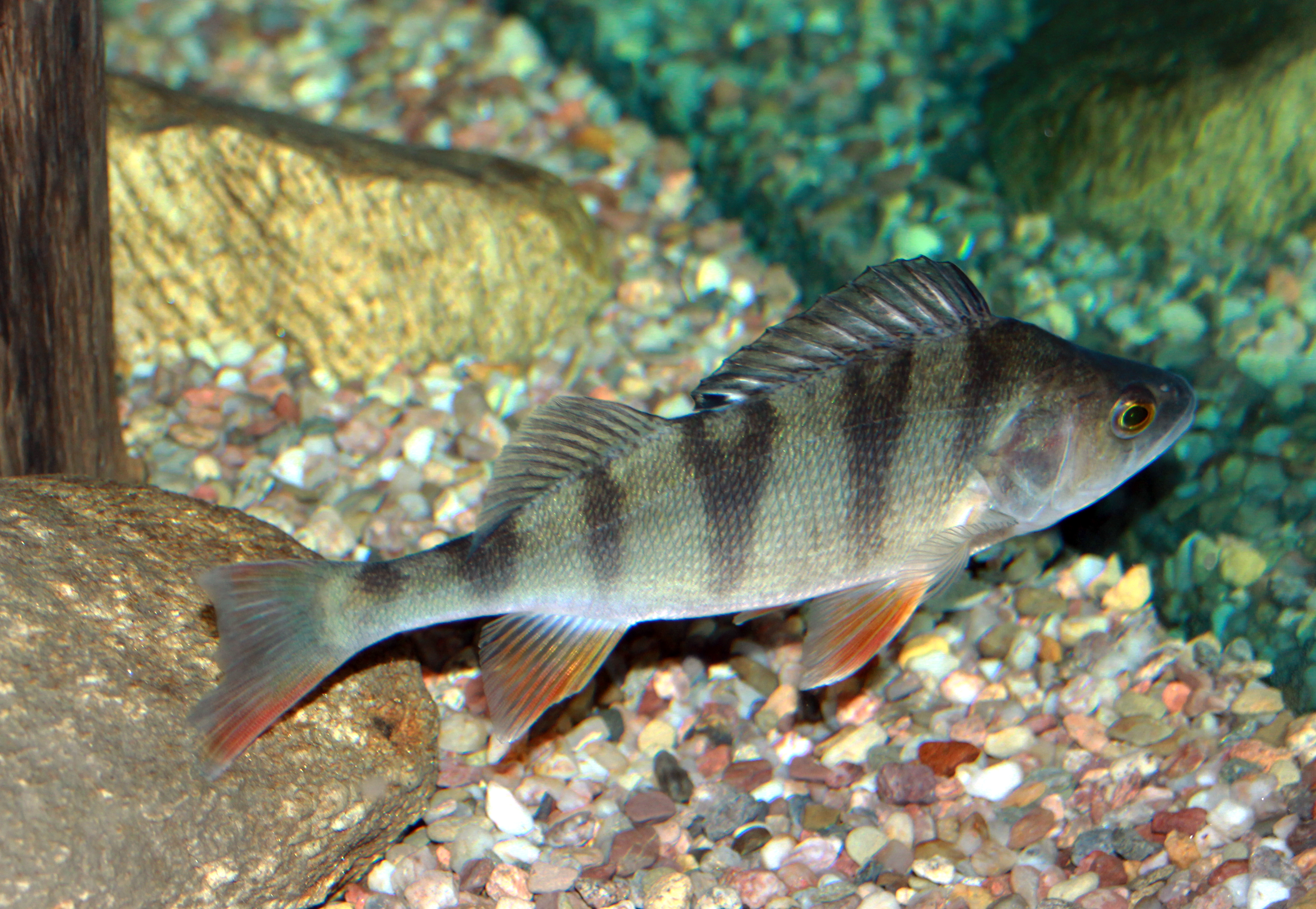
Фотографія з виставки «Підводна Влтава», Прага

## Зовнішня будова
Забарвлення окуня звичайно досить яскраве: темно-зелена спина, зеленувато-жовті боки з 5-9 темними вертикальними смугами (в деяких популяціях замість смуг на боках у риб плями неправильної форми); хвостовий, анальний та черевні плавці яскраво-червоні, грудні плавці жовті. Перший спинний плавець сірий з великою чорною плямою в задній частині, другий — зеленувато-жовтий; очі оранжеві. Втім, в залежності від водойми (мають значення ступінь прозорості води, колір ґрунту, переважна рослинність) забарвлення окуня може змінюватись. Так, в лісових торф'яних озерах зустрічаються цілком темні популяції.
У великих озерах та водосховищах окунь утворює дві екологічні форми, що притаманні різним частинам водойми: дрібний прибережний «трав'яний» та великий глибинний. Трав'яний окунь росте повільно у його харчуванні велике значення має зоопланктон, личинки комах та водні безхребетні. Глибинний окунь — хижак, росте швидко. Найбільші особини сягають довжини 40 см та ваги більш ніж 2 кг (задокументовано вилов окуня довжиною 55 см та вагою 3 кг). Великі окуні виглядають горбатими, оскільки більше ростуть у висоту та товщину, аніж в довжину.

## Розмноження та індивідуальний розвиток

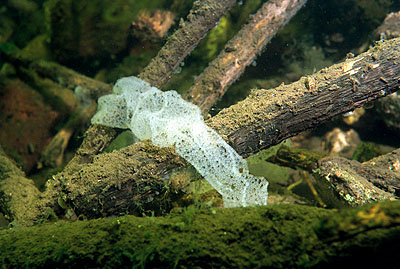
Відкладена ікра звичайного окуня

Статевої зрілості окунь досягає рано: самці — в 1-2 роки, самиці — в 3-4. В залежності від розміру самиці відкладають від 12 до 300 і навіть 900 тисяч ікринок. Нерест відбувається за температури води від 1 до 15°С. Ікру відкладають на тогорічну рослинність, корчі, корені, гілки верб, а подекуди навіть на ґрунт. Кладка являє собою пустотілу сітчасту трубку з студенистої речовини, стінки якої мають комірчасту будову. Ікринки розташовані по 2-3 штуки на кожному боці комірки. Діаметр ікринки становить близько 3,5 мм, жовток містить велику жирову краплю. Студениста речовина, в яку занурені ікринки, захищає їх від сапролегнії (паразитичний пліснявий грибок) та невеликих безхребетних.
На першому році життя маленькі окуні в річках тримаються в прибережних заростях, в озерах та водосховищах виявляють широку екологічну пластичність до вибору об'єктів живлення та місць помешкання. Одні ведуть себе як істині планктонофаги, відгодовуючись на пелагіалі, інші притримуються прибережних заростей, споживаючи там безхребетних або виступаючи в ролі хижаків. Окунь може переходити на хиже харчування за довжини 2-4 см, але звичайно стає хижаком, досягши довжини понад 10 см. Живиться дрібною рибою, молоддю великих риб, а також власною. На приріст 1 кг маси окуня витрачається 5.5 кг іншої риби в живій вазі.

## Екологія та господарське значення

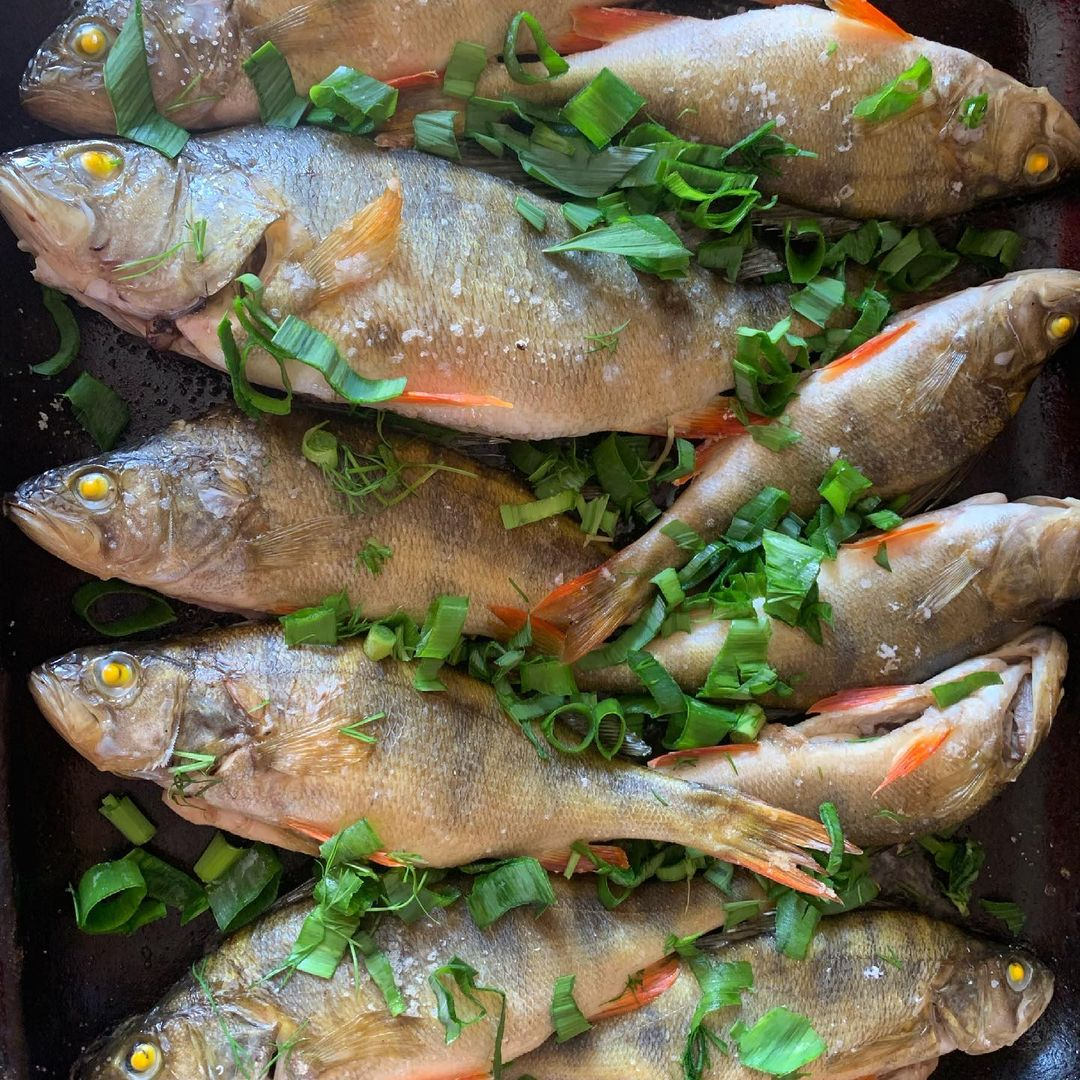
Страва з окуня

Окунь здійснює невеликі міграції до місць нересту та відгодівлі. З великих озер та річок нерідко підіймається в притоки і при повені відкладає там ікру. Після нересту здійснює нагульні міграції в заплавні озера.
Широке розповсюдження та відносно велика чисельність зробили окуня доступною здобиччю для багатьох хижих видів риб (сом, щука, судак, минь), а також навколоводних птахів (чайок та крачок). В значній кількості окунь виловлюється риболовами-аматорами, подекуди складаючи до половини загального вилову. Для аматорського лову окунь доступний протягом всього року та з використанням практично будь-яких снастей.
У водоймах, багатих на цінні промислові види риб (форель, лящ, короп, сиг, судак), окунь є сміттєвою рибою: харчується тим самим кормом, що і промислові риби, а також поїдає відкладену ними ікру. В таких водоймах звичайно посилюють вилов окуня та намагаються обмежити його розмноження: виставляють під час нересту окуня під воду штучні нерестилища (пучки ялинових гілок), котрі потім видаляють з відкладеною на них ікрою.